# Gnaphalopoda suspiciosa
Gnaphalopoda suspiciosa är en skalbaggsart som beskrevs av Blackburn 1907. Gnaphalopoda suspiciosa ingår i släktet Gnaphalopoda och familjen Melolonthidae. Inga underarter finns listade i Catalogue of Life.